# Fran Drescher

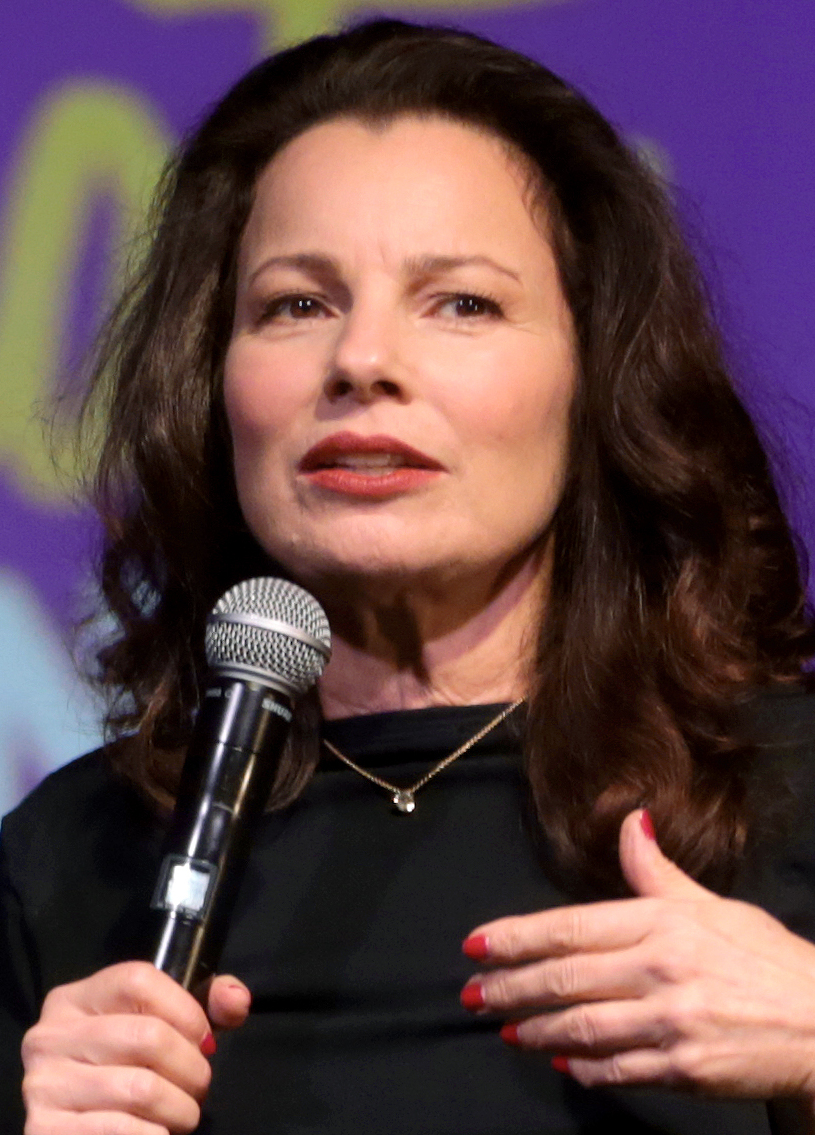
Fran Drescher (2018)

Francine Joy „Fran“ Drescher (* 30. September 1957 in New York City) ist eine US-amerikanische Schauspielerin, Produzentin, Autorin und seit 2021 Präsidentin der US-Schauspieler-Gewerkschaft. International bekannt wurde sie vor allem als Schöpferin und Hauptdarstellerin der Fernsehserie Die Nanny (1993–1999).

## Leben und Wirken
Sie ist die jüngere von zwei Töchtern von Morty und Sylvia Drescher. Ihre Eltern sind rumänisch-jüdischer Herkunft, ihre Urgroßmutter wurde in Focșani geboren. Drescher wuchs in Flushing auf und besuchte dort die Hillcrest Highschool, wo sie auch ihren Freund und späteren Ehemann Peter Marc Jacobson kennenlernte. 1975 machte sie ihren Abschluss und studierte anschließend am Queens College Schauspiel, nebenher absolvierte sie mit Erfolg eine Kosmetikschule.

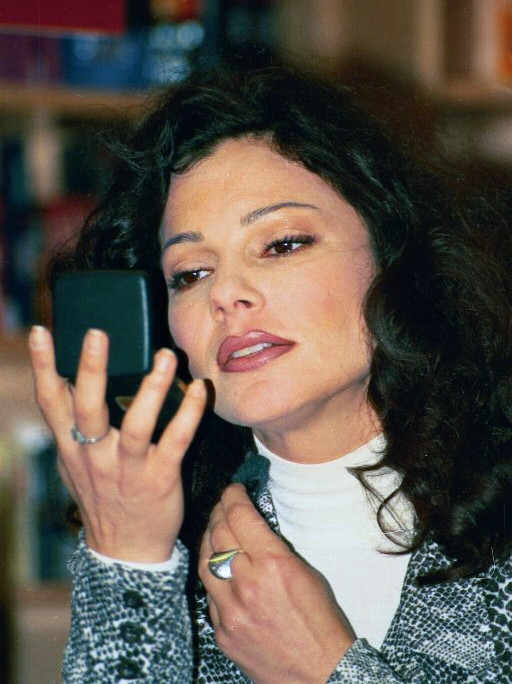
Fran Drescher (1996)

Ihre erste kleine Rolle bekam Drescher 1977 in Saturday Night Fever. Aufgrund eines weiteren Rollenangebotes (American Hot Wax) und der Hoffnung, dass sich weitere anschließen würden, zog sie nach Los Angeles. Im selben Jahr heiratete sie am 4. November ihren Jugendfreund, der eine Karriere als Produzent anstrebte. Durch ihr Mitwirken in dem Film This Is Spinal Tap (1984) wurde Drescher schließlich bekannt.
Von 1993 bis 1999 lief die CBS-Serie Die Nanny mit großem Erfolg in den USA und in Europa. Drescher spielte nicht nur die Hauptrolle, sondern war auch als Autorin und Produzentin für die Serie tätig. Die Nanny war im Laufe der Jahre für mehrere Fernsehpreise (Emmy und Golden Globe) nominiert. Gleichzeitig avancierte Drescher zum Dauergast in Talkshows. 1999 wurde die Sitcom nach insgesamt 146 Folgen eingestellt.
Im Juni 2000 diagnostizierten Ärzte bei ihr einen Tumor in der Gebärmutter. Sie wurde in einer Klinik in Los Angeles erfolgreich operiert und benötigte keine Chemotherapie. Über diese Erfahrung und ihr Leben nach der ersten Biografie schrieb sie das Buch Cancer Schmancer. 2007 gründete sie das „Cancer Schmancer Movement“, bei dem es vorrangig um die Krebsfrüherkennung bei Frauen geht; seitdem widmet sie sich hauptsächlich dieser Organisation.
Ab April 2005 lief auf dem US-Fernsehsender The WB die Serie Living with Fran, in der Drescher ebenfalls die Hauptrolle spielte und auch wieder als Produzentin tätig war. Die Serie wurde nach zwei Staffeln am 17. Mai 2006 eingestellt.
Drescher werden schon seit längerem Ambitionen auf einen Sitz im Kongress der Vereinigten Staaten nachgesagt. 2008 unterstützte sie die Präsidentschaftskandidatur der New Yorker Senatorin Hillary Clinton. Als diese ihren Sitz im Senat aufgrund ihrer Ernennung zur US-Außenministerin im Kabinett Obama hatte aufgeben müssen, meldete Drescher ihr Interesse an.
Im September 2009 veröffentlichte Drescher ihren ersten Song, Eye For An Eye, der seitdem exklusiv über iTunes erhältlich ist. 
Ende 2010 hatte sie eine eigene Talkshow, The Fran Drescher Show, die von Montag bis Freitag ausgestrahlt wurde. Nach dem dreiwöchigen Testlauf wurde die Show jedoch abgesetzt.
Zeitgleich begann Drescher mit Ex-Mann Jacobson die Sitcom Happily Divorced zu entwickeln. Sie lief ab dem 15. Juni 2011 auf dem Sender TV Land. Fran Drescher selbst spielte die Hauptrolle der Floristin Fran, die nach 18 Jahren Ehe erfährt, dass ihr Mann homosexuell ist und sich scheiden lässt. Da sie es sich nicht leisten können, auszuziehen, wohnen sie jedoch weiterhin unter einem Dach. Die Serie wurde nach der zweiten Staffel im August 2013 eingestellt.
Im September 2021 wurde Drescher zur Präsidentin der Gewerkschaft SAG-AFTRA gewählt. In dieser Funktion nahm sie 2023 eine bedeutende Rolle im gemeinsamen Streik der Hollywood-Drehbuchautoren und -Schauspieler ein.

## Privates

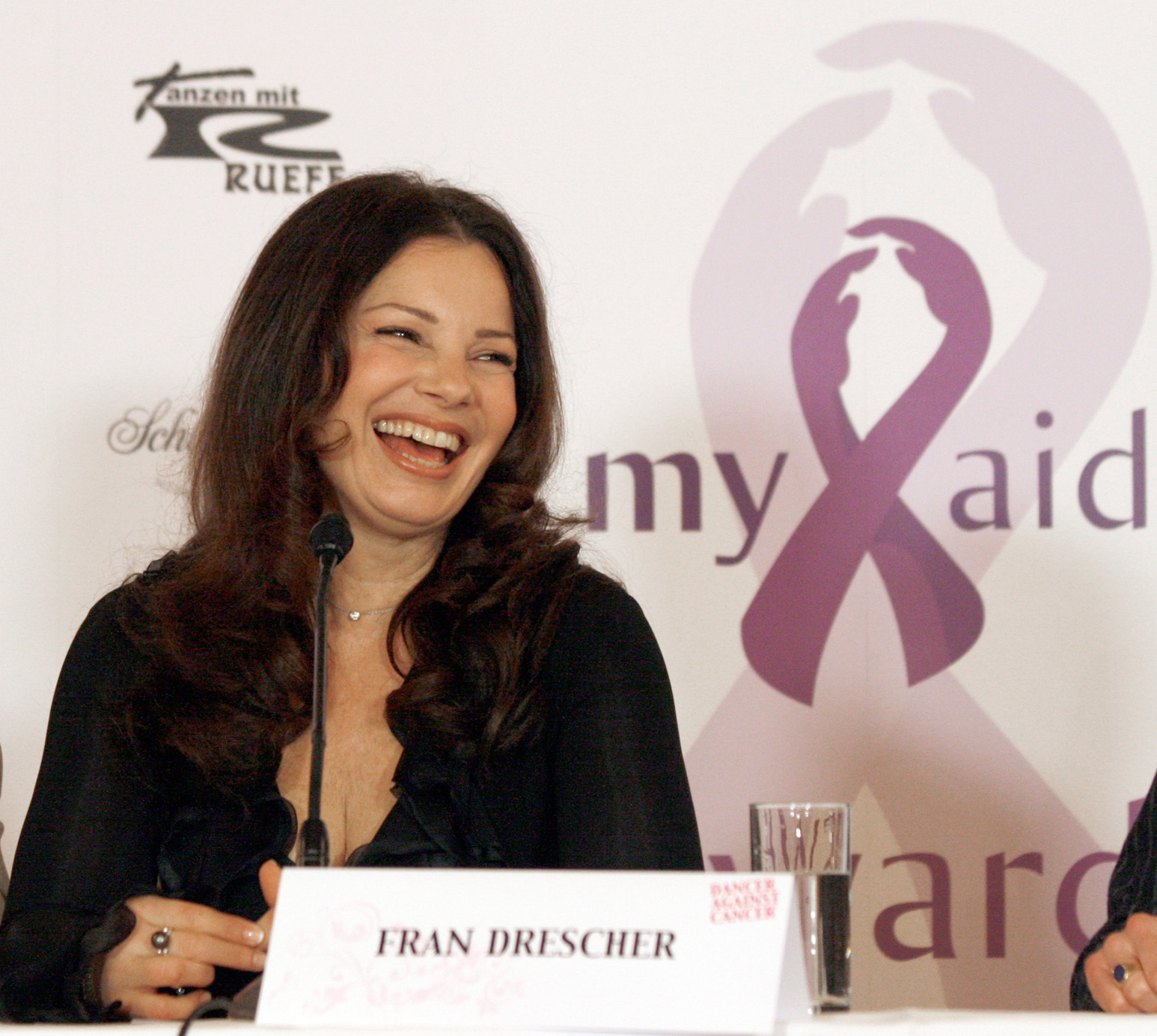
Fran Drescher beim Dancer Against Cancer in Wien (2010)

Am 5. Januar 1985 brachen zwei bewaffnete Männer in ihr Appartement ein, wobei einer von ihnen sie vergewaltigte, während ihr Ehemann mit einer Pistole bedroht wurde und ihr nicht helfen konnte. Nach einer Therapie entschied sich Drescher, weiterhin als Schauspielerin zu arbeiten. Der Vergewaltiger wurde zu einer Gefängnisstrafe verurteilt. Von der Vergewaltigung und der Notwendigkeit, aus solch traumatischen Erlebnissen gestärkt hervorzugehen, handelt Dreschers erste Autobiografie.
Im Jahr 1996 trennte sich Drescher nach 23 Jahren von ihrem Ehemann Peter Marc Jacobson, 1999 folgte die Scheidung. Die Ehe war kinderlos; ihr Ex-Mann bekannte sich wenig später öffentlich zu seiner Homosexualität. Beide blieben beruflich und freundschaftlich miteinander verbunden. Diese Erfahrungen führten zu der Serie Happily Divorced, welche von den beiden gemeinsam entwickelt wurde.
Ab Anfang 2014 war Drescher in einer Beziehung mit Shiva Ayyadurai. Im September 2014 twitterten beide, sie hätten geheiratet. Wenige Monate später erklärt Ayyadurai in einem Interview allerdings, es habe keine „formelle Eheschließung“, sondern lediglich eine „spirituelle Zeremonie mit engen Freunden und ihrer Familie“ gegeben. 2016 trennte sich das Paar.

## Filmografie
- 1977: Saturday Night Fever
- 1978: Eine tödliche Bedrohung (Stranger in our House)
- 1978: American Hot Wax
- 1980: The Hollywood Knights
- 1980: Im Sommercamp ist die Hölle los
- 1981: Ragtime
- 1983: Dr. Detroit (Doctor Detroit)
- 1984: Rosebud Beach Hotel
- 1984: This Is Spinal Tap
- 1989: UHF – Sender mit beschränkter Hoffnung (UHF)
- 1989: The Big Picture
- 1990: Cadillac Man
- 1991: Prinzessinnen (Princesses)
- 1992: Heiße Scheine (We’re Talking Serious Money)
- 1993–1999: Die Nanny (The Nanny) (auch als Regisseurin und Produzentin)
- 1994: Wagen 54 bitte melden! (Car 54, Where Are You?)
- 1996: Jack
- 1997: Mein Liebling, der Tyrann (The Beautician and the Beast)
- 2000: Ich hab doch nur meine Frau zerlegt (Picking up the Pieces)
- 2003: Beautiful Girl
- 2004: Die Nanny: Das große Fressen zum Wiedersehen! (The Nanny Reunion: A Nosh to Remember)
- 2005: Santa’s Slay – Blutige Weihnachten (Santa’s Slay)
- 2005–2006: Living with Fran (auch als Produzentin)
- 2006: Happy Fish – Hai-Alarm und frische Fische (Shark Bait, Stimme)
- 2007: Thank God You’re Here
- 2011–2013: Happily Divorced
- 2012: Hotel Transsilvanien (Hotel Transylvania, Stimme von Eunice)
- 2015: Hotel Transsilvanien 2 (Hotel Transylvania 2, Stimme von Eunice)
- 2018: Hotel Transsilvanien 3 – Ein Monster Urlaub (Hotel Transylvania 3: Summer Vacation, Stimme von Eunice)
- 2019: Safe Spaces
- 2019: The Creatress
- 2020: The Christmas Setup (Fernsehfilm)
- 2020: Indebted (Fernsehserie, 12 Folgen)
- 2022: Hotel Transsilvanien – Eine Monster Verwandlung (Hotel Transylvania: Transformania, Stimme von Eunice)
- 2023: Dawn (Fernsehfilm)
- 2023: Secrets of the Morning (Fernsehfilm)

### Gastauftritte
- 1982: Fame – Der Weg zum Ruhm (Folge 1.1)
- 1985: 227 (Folge 1.4)
- 1985–1986: Wer ist hier der Boss? (Who’s the Boss?) (Folgen 2.4 und 2.25)
- 1986: Harrys wundersames Strafgericht (Night Court) (Folge 4.3)
- 1989: Die Tracey Ullman Show (Folgen 4.8 bzw. 4.7 W08)
- 1990: Alf (Folge 4.18)
- 1990: Fernsehfieber (WIOU) (Folge 1.1)
- 1991: Dream on (Folge 2.1)
- 1992: Ehekriege (Folge 2.8)
- 1998: Saras aufregendes Landleben (Folge 1.1)
- 2000/2007: Family Guy ('Helden auf Sendung' und 'Der Schwächere gibt nach')
- 2004: Strong Medicine: Zwei Ärztinnen wie Feuer und Eis (Folge 5.12 und als Regisseurin in Folge 5.11)
- 2005: Hallo Holly (What I Like About You) (Folge 3.18)
- 2006: Die Simpsons (Halloween-Folge Nr. XVII)
- 2006: Criminal Intent – Verbrechen im Visier (Law & Order: Criminal Intent) (Folge 6.8)
- 2008: Entourage (Folge 5.3)
- 2010: The Wendy Williams Show
- 2010: The Fran Drescher Show

## Preise und Auszeichnungen
- 1972: 2. Preis beim Schönheitswettbewerb Miss New York Teenager[11]
- 1984: 5-Minuten-Oscar des Esquire-Magazins für This Is Spinal Tap[11]
- 2024: Himbeeren-Erlöser-Award der Goldenen Himbeere für ihre erfolgreiche Führung der Schauspielergilde als SAG-AFTRA-Präsidentin durch den anhaltenden Streik in Hollywood

### Nominierungen
- 1996: American Comedy Awards für Die Nanny
- 1996: Emmy für Die Nanny
- 1996: Golden Globe für Die Nanny
- 1997: Emmy für Die Nanny
- 1997: Golden Globe für Die Nanny
- 1997: Golden Satellite für Die Nanny
- 1998: Goldene Himbeere für Mein Liebling, der Tyrann

## Veröffentlichungen
- Enter Whining. ReganBooks, New York (NY) 1996, ISBN 0-06-039155-3.
- Cancer Schmancer. Warner Books, New York (NY) 2002, ISBN 0-446-53019-0.